# Red Sea Ain Sokhna Open
Het Red Sea Ain Sokhna Open is een golftoernooi van de Pro Golf Tour. Het wordt gespeeld op de Sokhna Golf Club in Egypte.
Het prijzengeld is € 30.000m waarvan de winnaar € 5.000 krijgt.
De eerste editie was in 2013 en werd gewonnen door de Franse rookie Antoine Schwartz. Op de 2de plaats eindigden de Belg Christopher Mivis en Engelsman Craig Farrelly.

## Winnaars
- 2013:  Antoine Schwartz (-15)
- 2014: n.n.b.